# Medicine Bow (Wyoming)
Medicine Bow es un pueblo ubicado en el condado de Carbon en el estado estadounidense de Wyoming. En el año 2010 tenía una población de 284 habitantes y una densidad poblacional de 31.56 personas por km² .

## Geografía
Medicine Bow se encuentra ubicado en las coordenadas 41°53′58.3″N 106°12′6.84″O / 41.899528, -106.2019000. Según la Oficina del Censo, la localidad tiene un área total de 9 km² (3,5 mi²), de la cual 9 km² (3,5 mi²) es tierra y 0 km² (0 mi²) (0.0%) es agua.

### Localidades adyacentes
El siguiente diagrama muestra a las localidades en un radio de 84 kilómetros (52,2 mi) de Medicine Bow.

## Demografía
En el 2000 la renta per cápita promedia del hogar era de $33.750, y el ingreso promedio para una familia era de $35.156. El ingreso per cápita para la localidad era de $16.420. En 2000 los hombres tenían un ingreso per cápita de $41.250 contra $20.536 para las mujeres. Alrededor del 11.90% de la población estaba bajo el umbral de pobreza nacional.